# Sibir Energy
Sibir Energy est une ancienne entreprise russe basée à Londres, dont l’activité principale était l’exploration, l’extraction et le raffinage des produits pétroliers.

## Histoire
Sibir Energy a été fondée en 1996. En 2009, Gazprom Neft  en est devenu l’actionnaire principal. L’exploitation des champs pétroliers de Salym, près de la ville de Nefteïougansk fait partie des principaux actifs de l’entreprise. En 2015, Gazprom décide la dissolution de Sibir Energy.